# Cacaulândia
Cacaulândia is een gemeente in de Braziliaanse deelstaat Rondônia. De gemeente telt 4.154 inwoners (schatting 2009).
De gemeente grenst aan Ariquemes, Jaru, Monte Negro en Governador Jorge Teixeira.